# 핀에어
핀에어(영어: Finnair)는 핀란드의 항공사로 본사는 핀란드 반타에 위치해 있으며 허브 공항은 헬싱키 반타 국제공항이 있다.

## 역사
1923년 11월 1일 브루노 루칸데르가 아에로로 설립하였다. 제2차 세계대전 중에 항공기의 절반이 핀란드 공군에 차출 되었고 전쟁이 끝난 후 핀란드 정부가 다수의 주식을 인수하고 1947년 11월부터 유럽으로 운항을 재개했다. 1953년 현재의 이름으로 바꾸었고 1962년 민영 항공사인 피니시 항공과 카르 항공의 주식을 인수했다. 1979년 국내선 운항을 위해 자회사인 핀항공을 설립하고 1983년에 서유럽에서 처음으로 일본에 논스톱 항로를 개설했다. 1999년 세계적인 항공 동맹인 원월드에 가입했고, 2001년 에스토니아의 탈린을 기반으로 운항하는 아에로 항공을 설립했다. 2003년 스웨덴의 저가 항공사인 플라이 노르딕의 소유권을 인수했다. 2006년 세계에서 2번째로 안전한 항공사로 선정된 바 있다. 2012년에 핀란드 정부의 주도로 완전히 민영화되었다.

## 운항 노선
- 2012년 7월 기준으로 핀에어는 다음과 같은 노선을 운항하고 있다.

### 코드쉐어 협정
- 핀에어는 다음과 같은 항공사와 코드셰어를 하고 있으며 * 표시는 원월드 회원에 해당된다.

| - TAP 포르투갈 (스타 얼라이언스) - 넥스트제트 - 말레이시아 항공 (원월드) - 방콕 항공 - 베트남 항공 (스카이팀) - 벨라비아 항공 - 브라튼 리저널 항공 - 스리랑카 항공 (원월드) - 아메리칸 항공 (원월드) - 아에로플로트 (스카이팀) | - 아이슬란드 항공 - 알래스카 항공 (원월드) - 에어 세르비아 - 에어 프랑스 (스카이팀) - 영국항공 (원월드) - 이베리아 항공 (원월드) - 일본항공 (원월드) - 준야오 항공 - 중국국제항공 (스타 얼라이언스) | - 중국남방항공 - 카타르 항공 (원월드) - 캐세이퍼시픽 항공 (원월드) - 콴타스 항공 (원월드) |  |

## 보유 기종
- 2020년 3월 기준으로 핀에어는 다음과 같은 기종을 보유하고 있다.[1][2][3]

## 사진

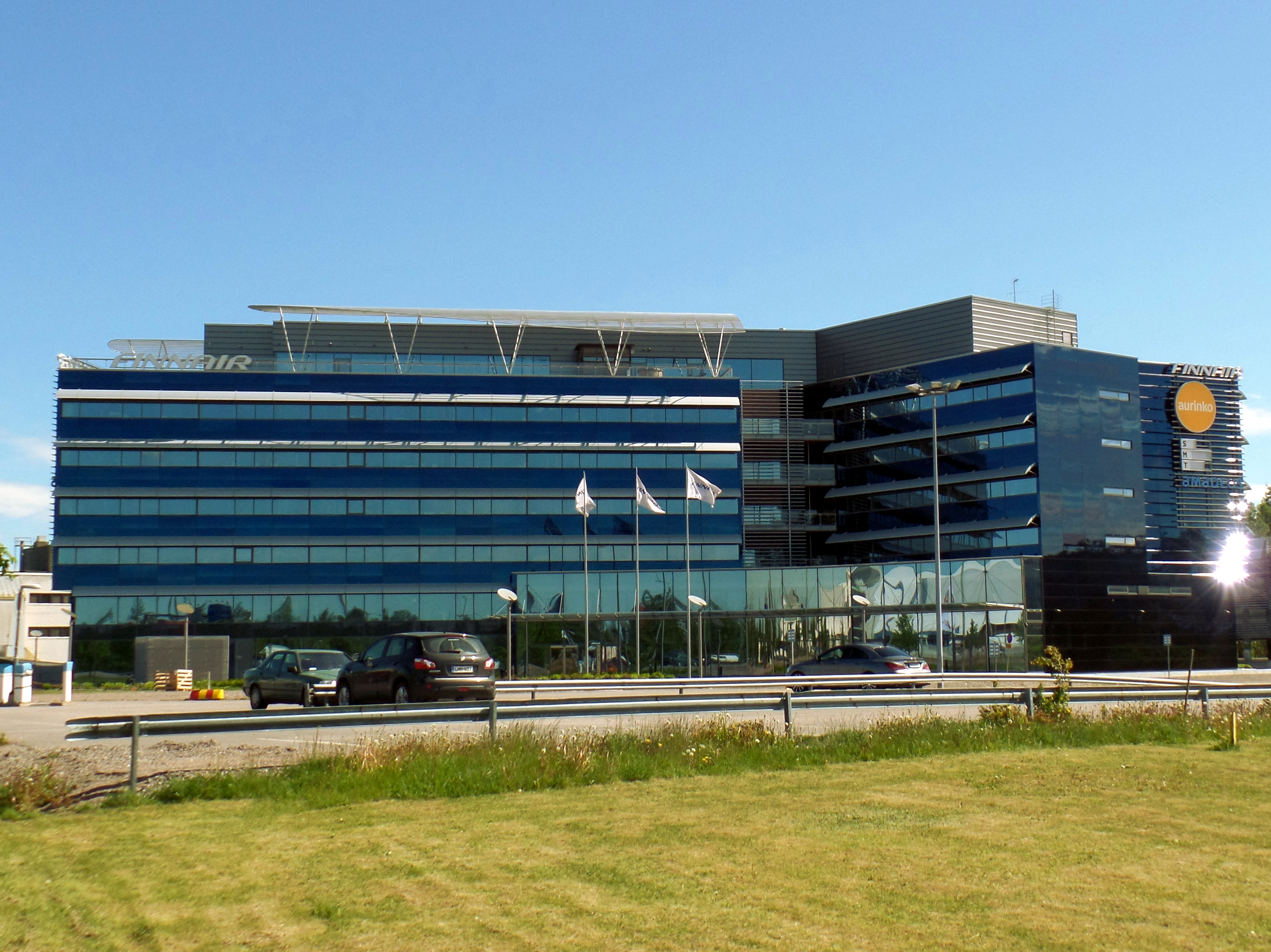
핀에어 본사 전경, House of Travel and Transportation (HOTT)
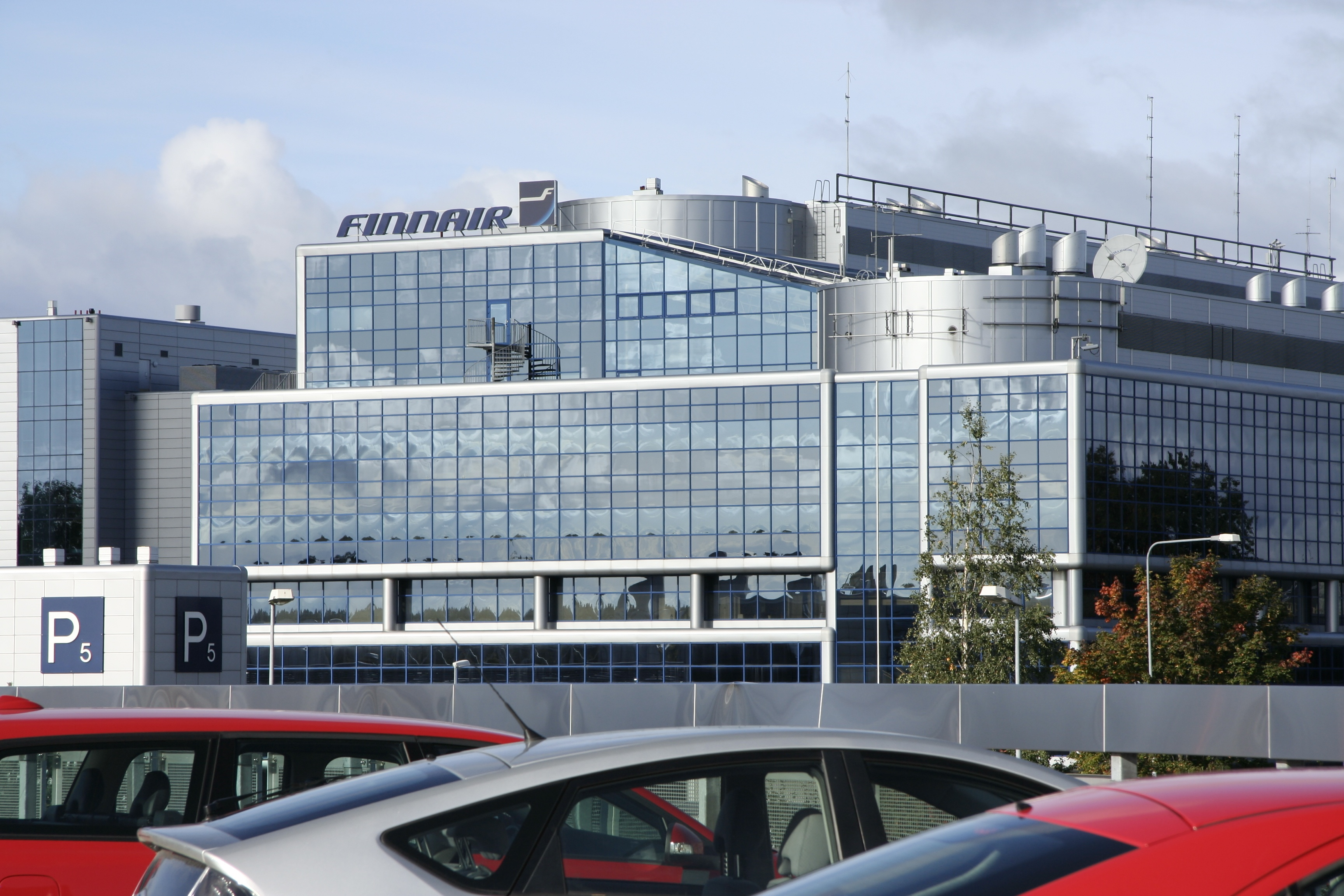
Helsinki Vantaa Crew Center
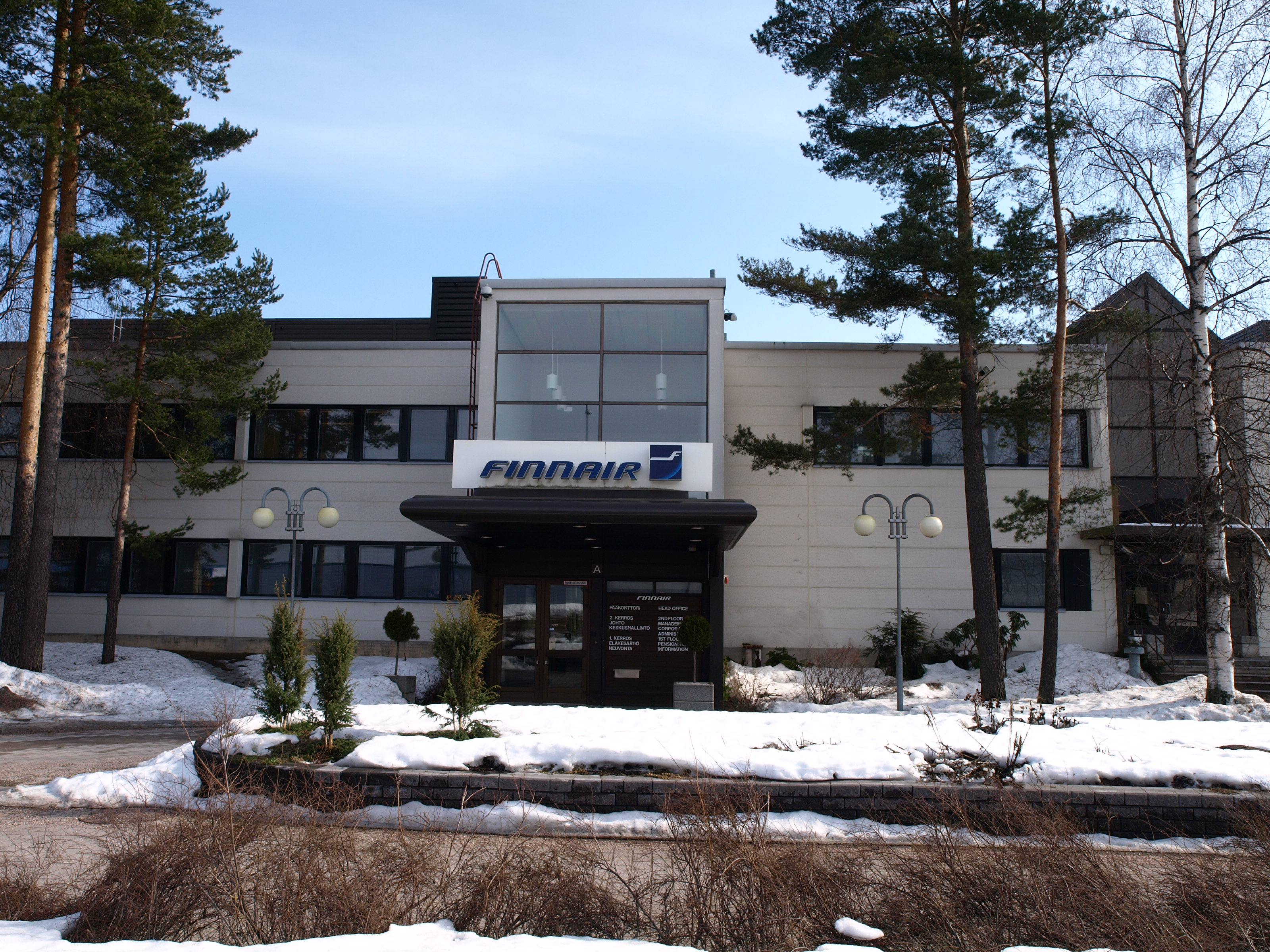
핀에어 본사 구전경
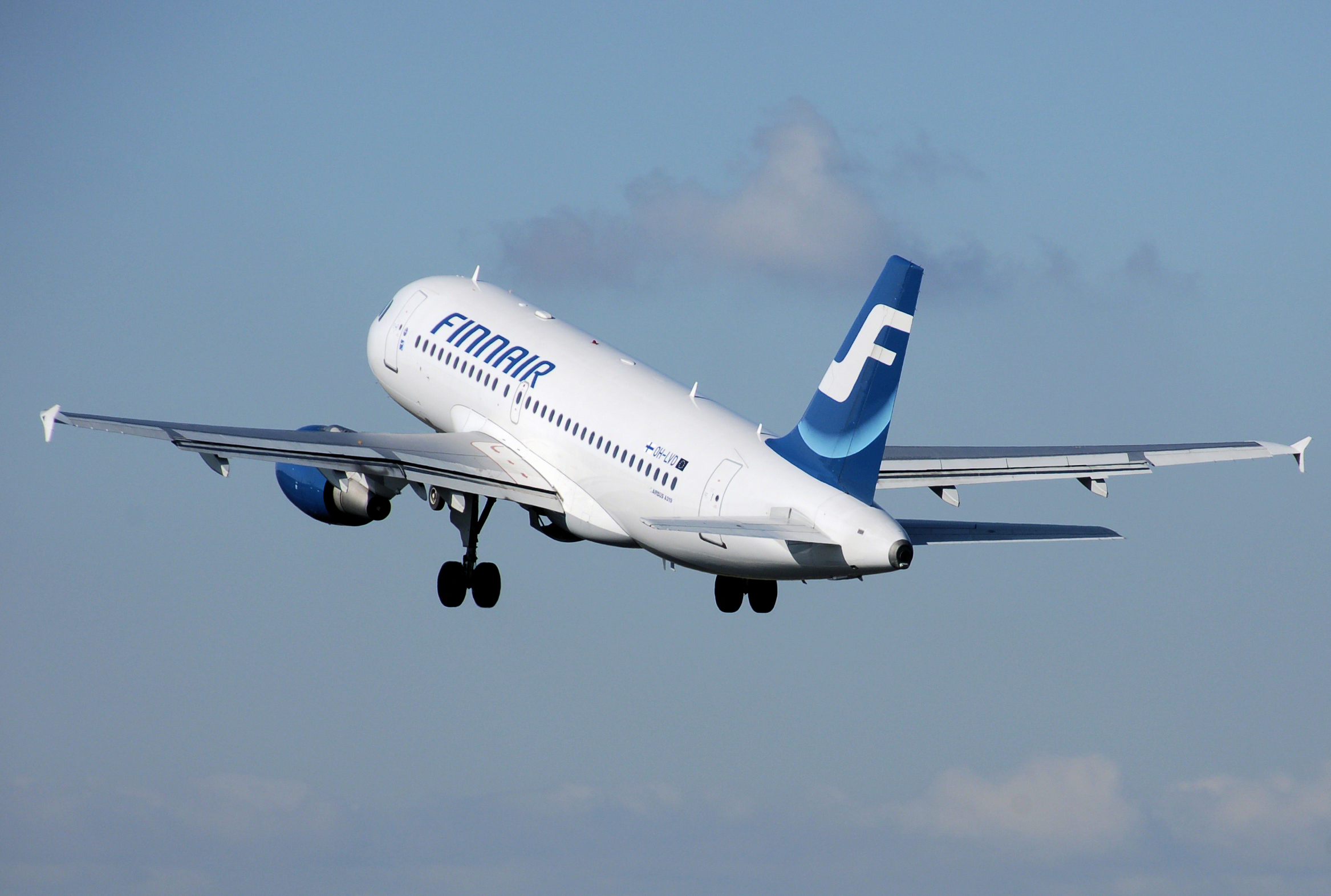
핀에어의 에어버스 A319-100
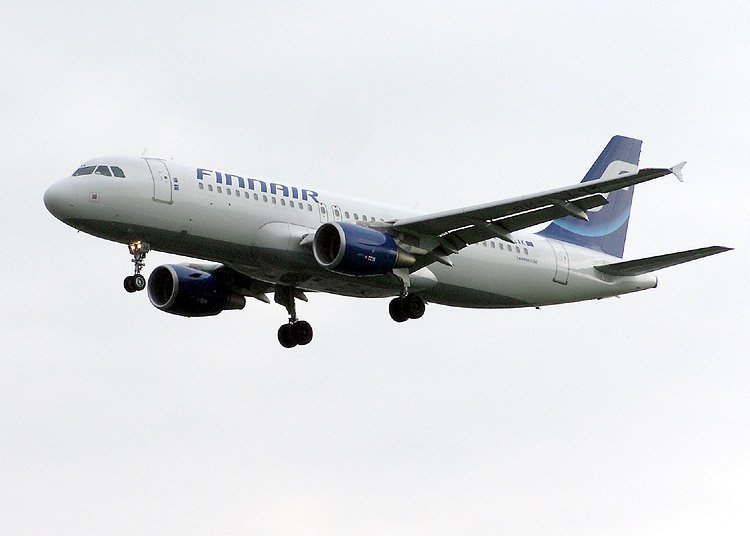
핀에어의 에어버스 A320-200
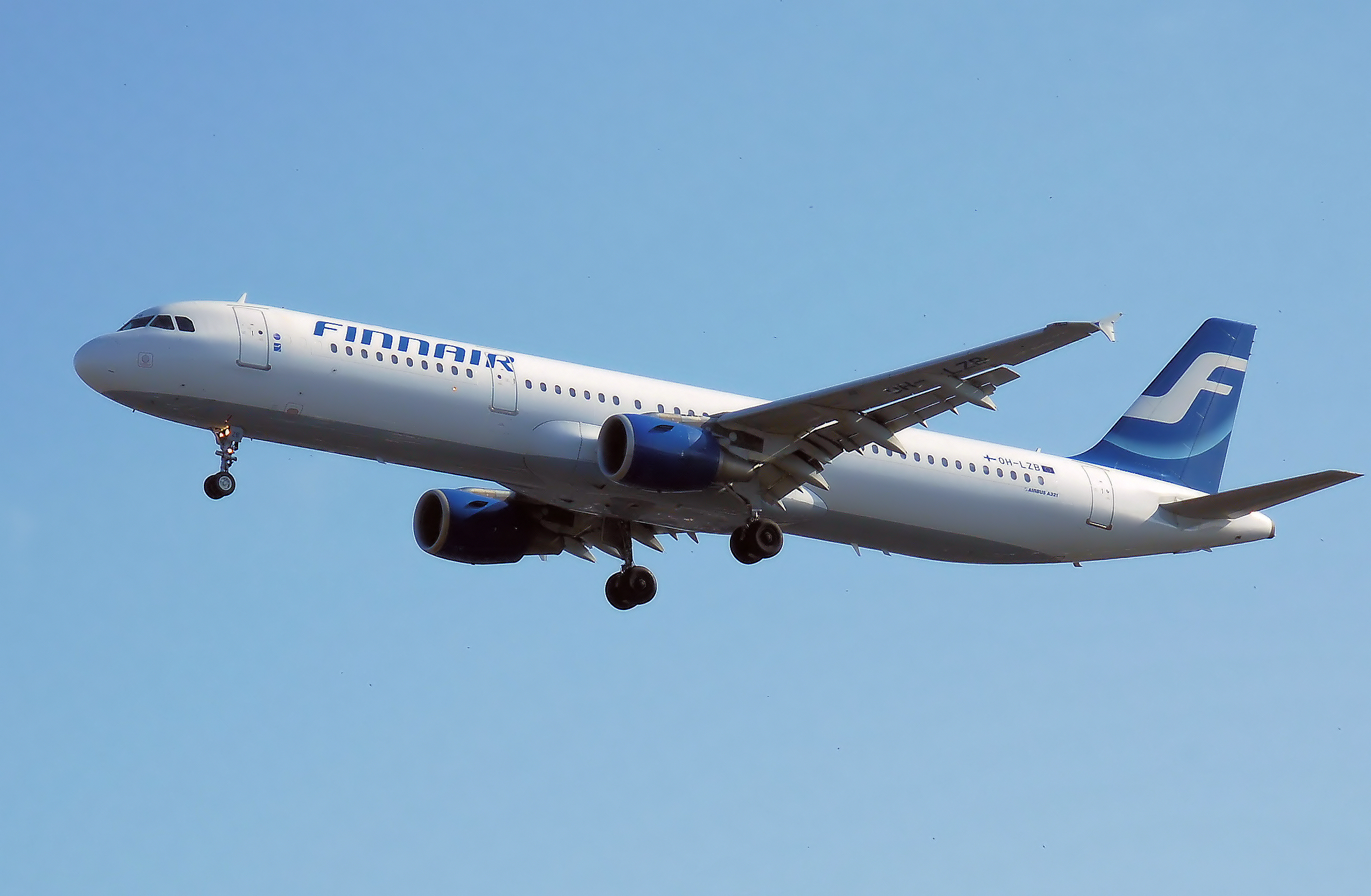
핀에어의 에어버스 A321-200
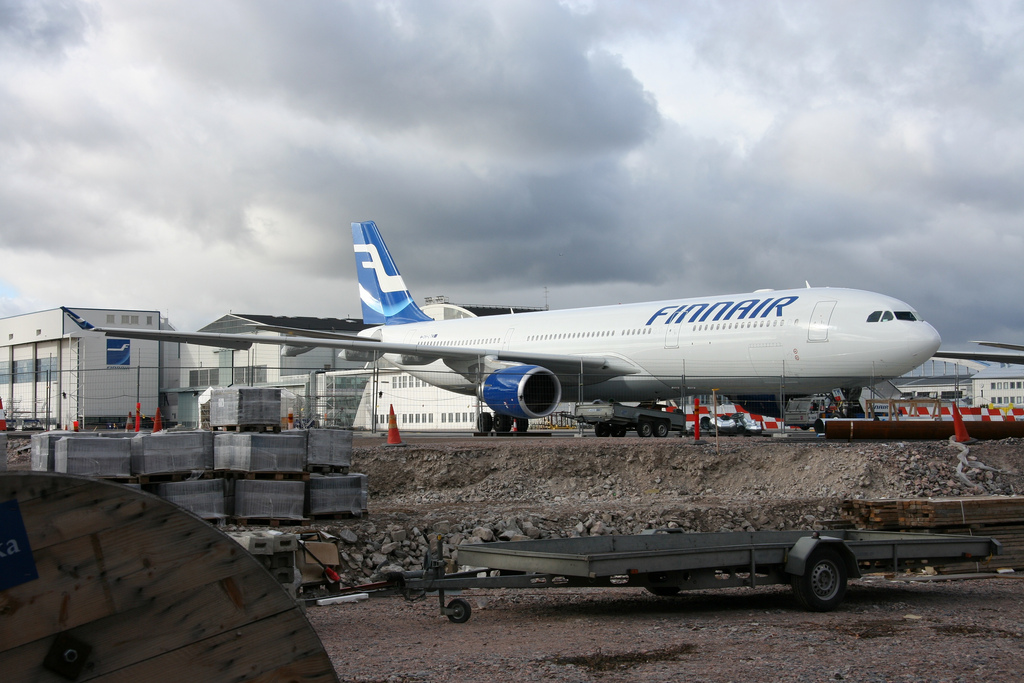
핀에어의 에어버스 A330-300
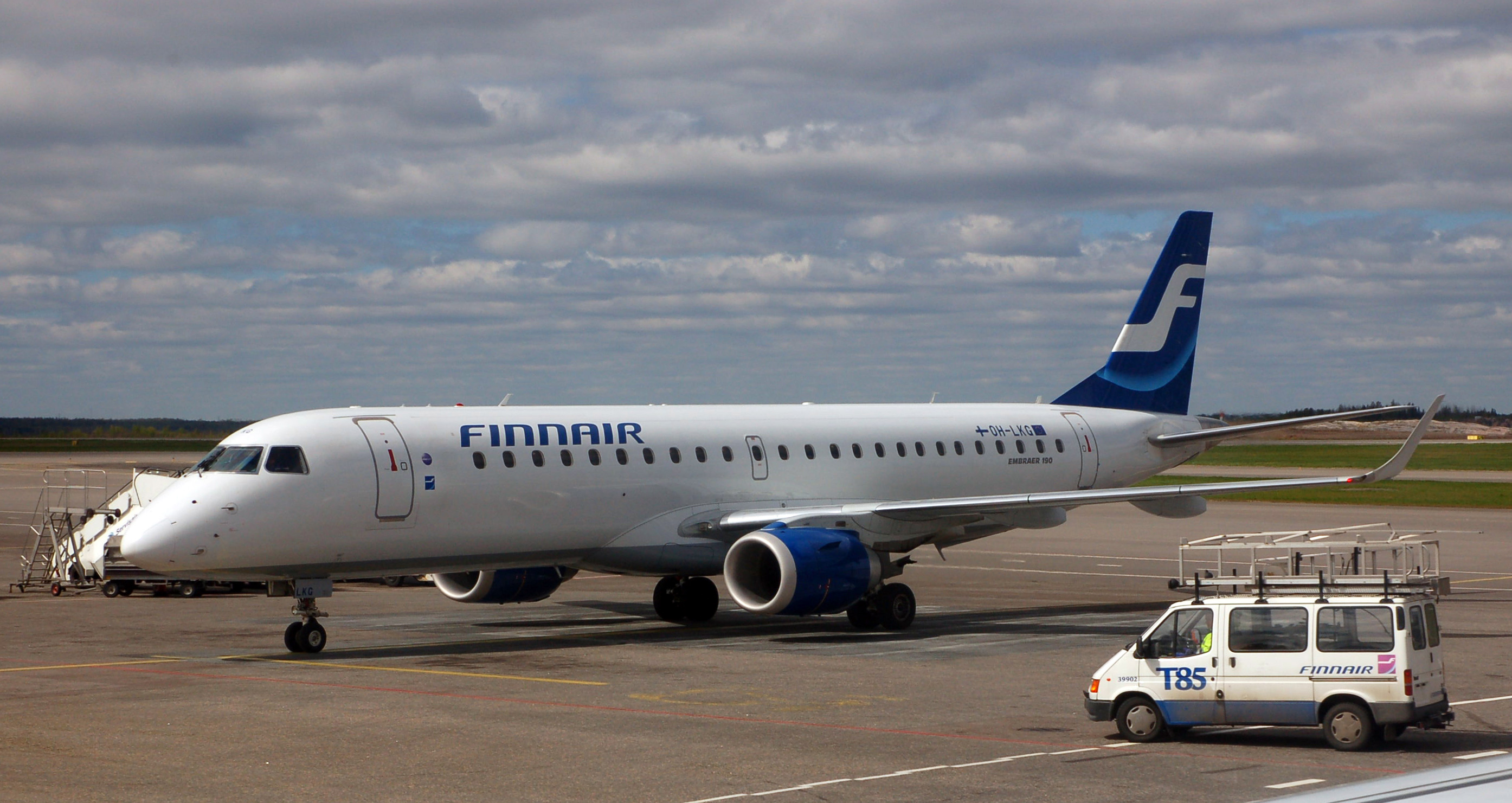
핀에어의 ERJ-190